# Pensionskasse Stadt Zürich
Die Pensionskasse Stadt Zürich ist eine Schweizer Vorsorgeeinrichtung. Sie versichert das Personal der Stadt Zürich und die Mitarbeitenden von über 160 angeschlossenen Unternehmen im Rahmen der 2. Säule. Die Pensionskasse Stadt Zürich wurde 1913 gegründet und 2003 in eine selbstständige öffentlichrechtliche Vorsorgestiftung umgewandelt. Per Ende 2021 zählt sie 36'800 aktiv Versicherte sowie 20'009 Pensionsbezüger und verwaltet Vermögen in der Höhe von 21.6 Milliarden Schweizer Franken. Mit einem Deckungsgrad von 121,9 Prozent zählte sie 2021 sie zu den bestgepolsterten Pensionskassen der Schweiz.

## Rechtsgrundlagen
Die gesetzlichen Grundlagen bilden das Bundesgesetz über die berufliche Alters-, Hinterlassenen- und Invalidenvorsorge (BVG), das Bundesgesetz über die Freizügigkeit in der beruflichen Alters-, Hinterlassenen- und Invalidenvorsorge (Freizügigkeitsgesetz, FZG) sowie die dazugehörigen Verordnungen. Zu den Rechtsgrundlagen zählen zudem die Reglemente der Pensionskasse Stadt Zürich, diese umfassen das Vorsorgereglement, das Teilliquidationsreglement, das Organisationsreglement, das Hypothekarreglement sowie die Stiftungsurkunde.

## Organisation
Die Kassenorgane setzen sich zusammen aus Stiftungsrat, Stiftungsausschuss und Anlagekommission sowie den beiden aussen stehenden Organe Kontrollstelle / Experten und Vertrauensärzte.

### Stiftungsrat
Der Stiftungsrat trägt die oberste Verantwortung. Er ist paritätisch aus je zehn Arbeitgeber- und Versichertenvertretungen zusammengesetzt und wird jeweils auf vier Jahre gewählt. Präsidentin des Stiftungsrates ist Melanie Gajowski, Vizepräsident ist Jorge Serra, Versichertenvertreter der angeschlossenen Unternehmen. Zu den wichtigsten Aufgaben des Stiftungsrats zählen:
- Bestimmung der Gesamtstrategie und Überwachung ihrer Umsetzung
- Erlass der Stiftungsreglemente
- Abnahme von Geschäftsbericht und Rechnung
- Periodische Überwachung der gesamten Anlagetätigkeit
- Wahl von Stiftungsausschuss und Anlagekommission
- Wahl der Geschäftsleitung der Stiftung
- Regelung der Anstellungsbedingungen des Personals der Stiftung

### Stiftungsausschuss
Der Stiftungsausschuss bereitet die Beschlüsse des Stiftungsrates vor. Er wird vom Stiftungsrat jeweils auf vier Jahre gewählt. Seine Hauptaufgaben sind:
- Antragstellung zu allen Geschäften des Stiftungsrats, die nicht die Vermögensanlagen betreffen
- Festlegung von Anstellungsbedingungen und Lohn der Geschäftsleitung sowie Überwachung ihrer Tätigkeit

### Anlagekommission
Die Anlagekommission ist verantwortlich für die Umsetzung der Anlagepolitik. Er wird vom Stiftungsrat jeweils auf vier Jahre gewählt. Zu den wichtigsten Aufgaben des Stiftungsrats zählen:
- Vorbereitung der Geschäfte des Stiftungsrats, welche die Vermögensanlagen betreffen
- Planung und Regelung der Umsetzung der vom Stiftungsrat erlassenen Reglemente und Konzepte im Bereich der Vermögensanlagen
- Führung und Überwachung der Vollzugsprozesse, wie namentlich Bestimmung der Anlageinstrumente sowie Auswahl und Überwachung der Portfoliomanager
- Laufende Überwachung des Stands und der Entwicklung der Vermögensanlagen

### Kontrollstelle / Experten
Die externe Kontrollstelle prüft jährlich die Jahresrechnung und die Alterskonten, die Vermögensanlagen, die Geschäftsführung sowie Beitragserhebung und Ausrichtung der Leistungen. Die Kontrollstelle wird vom Stiftungsrat gewählt und berichtet diesem schriftlich über das Ergebnis ihrer Prüfung.
Das externe Expertenbüro überprüft periodisch, ob die Pensionskasse jederzeit Sicherheit dafür bietet, dass sie ihre Verpflichtungen erfüllen kann sowie ob die reglementarischen versicherungstechnischen Bestimmungen über die Leistungen und die Finanzierung den gesetzlichen Vorschriften entsprechen. Das Expertenbüro wird vom Stiftungsrat gewählt und berichtet diesem schriftlich über das Ergebnis seiner Prüfung.

### Vertrauensärzte
Die von der Geschäftsleitung der Pensionskasse ernannten unabhängigen Vertrauensärzte erstellen medizinische Gutachten und liefern damit der Pensionskasse Entscheidungsgrundlagen bei der Zusprechung von Invalidenpensionen.